# ユ・ヒョンモク
ユ・ヒョンモク（兪賢穆、유현목、1925年7月2日 - 2009年6月28日）は、韓国の映画監督。本貫は杞渓兪氏。

## 人物
黄海道沙里院（現在、朝鮮民主主義人民共和国黄海北道）生まれ。朝鮮戦争時、ソウルに留まる。東国大学校国文学科卒業。
1961年に『誤発弾』を発表するが、当時の韓国社会を批判したとしてほどなく上映禁止となる。朝鮮戦争時に北から逃れソウルに住みついた家庭を描いた同作は、韓国映画関係者の間で常に第1位に推される名作といわれる。その他の代表作に『長雨』、『人間の子』などがある。キム・ギヨン、シン・サンオクと並んで1960年代を代表する映画監督と見なされる。
大韓民国文化芸術賞受賞。大韓民国芸術院会員。第20回大韓民国 文化芸術賞王冠賞（文化勲章）受賞。韓国映画学会会長、東国大学芸術大学長等を歴任。2005年12月には日本の東京国立近代美術館フィルムセンターでも監督特集が行われた。2007年より脳梗塞で闘病中であった。
2009年6月28日、病気のため、生涯を閉じた。83歳没。

## 監督作品
- 雲は流れても（1959年）
- 誤発弾（1961年）
- 惜しみなく捧げる（1963年）
- 殉教者（1966年）
- 糞禮記（1971年）
- 長雨（1979年）